# 東海大學實習農牧場
東海大學實習農牧場（英語：Tunghai University Experimental Farm）是臺灣東海大學畜產與生物科技學系所屬的實習農牧場。位於東海大學校園內，佔地約五十公頃，目前也是台灣規模最大的實習農牧場。提供相關畜產學系教學研究與學生實習訓練之場所，飼養乳牛、家豬、梅花鹿與雞鴨等家禽，並設有乳品加工廠製造乳製品。

## 沿革

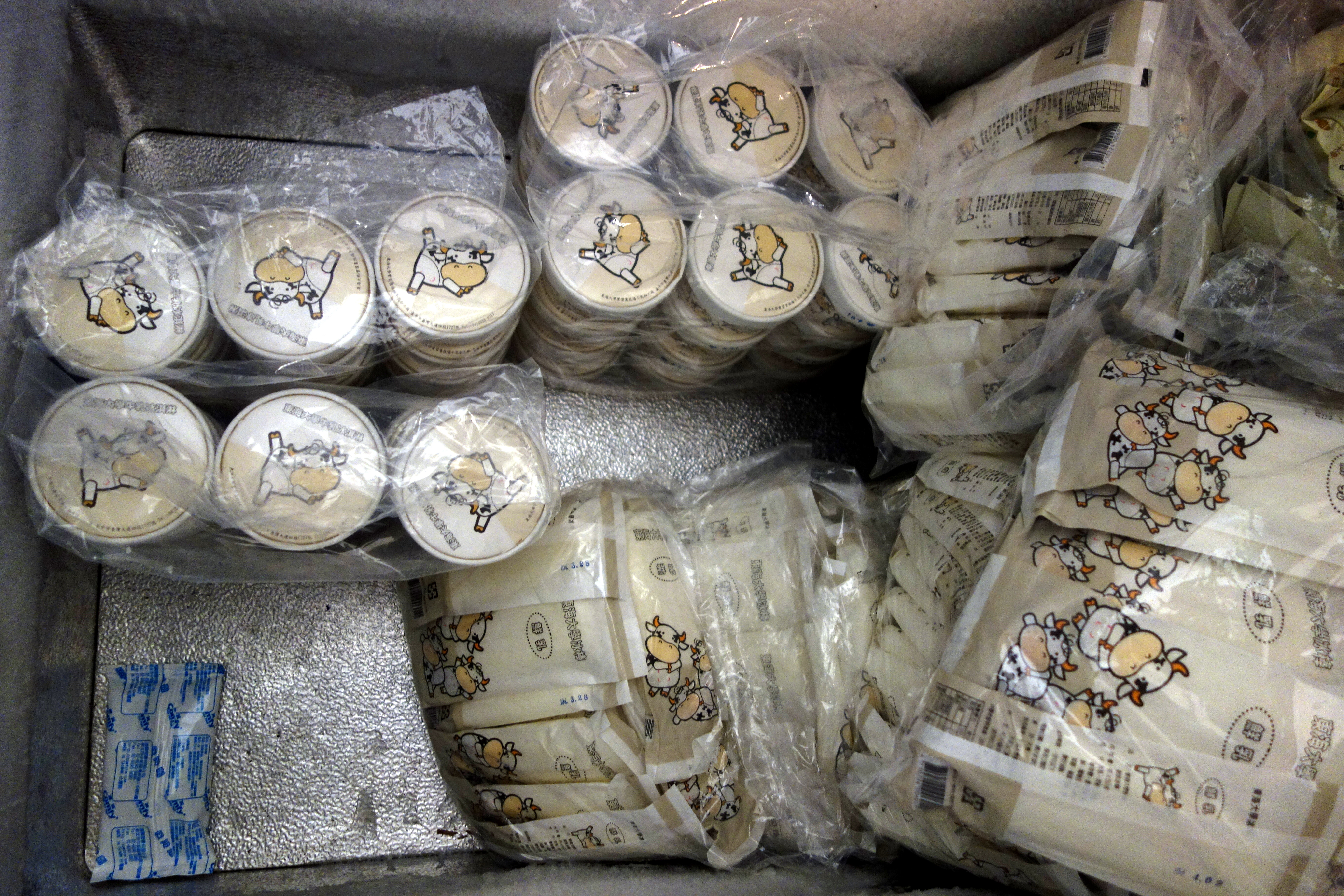
東海乳品加工廠生產的牛乳冰品

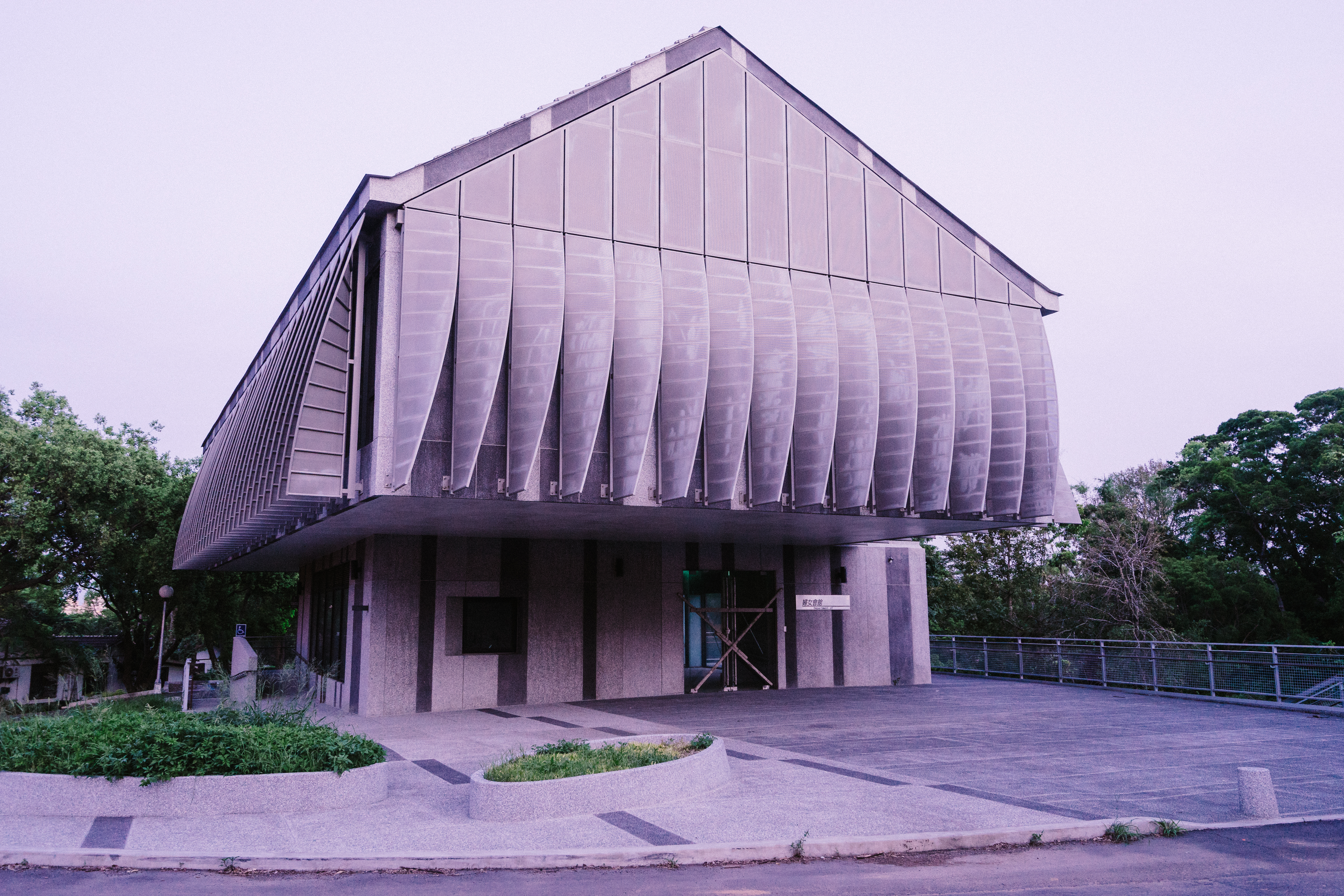
東海大學乳品小棧，由東海大學婦女會經營。販售實習農牧場與乳品加工廠生產品

1975年，開始飼養乳牛和肉牛，以及耕作種植牧草。教育部核准成立畜牧學系暨實習農牧場。1980年，以純手工方式包裝生產乳製品，當時配送供應全校師生為主。1982年，牛乳加工廠落成，以生產玻璃瓶裝保久乳為主，取名為「東海大學保久乳」。1984年，生產PE瓶裝鮮乳，為市售之「東海大學鮮乳」。代工生產「土地銀行鮮乳」，主要供應台灣土地銀行營業處。1985年，成立芳苑酪農專業區，契約收購酪農生乳。正式取得經濟部「工廠登記證」及「營利事業登記證」證照，是全台灣首個取得乳品營業證照的大專院校。1986年，加入台灣區乳品工業同業公會，成為乳品公會甲級會員。1987年，加入台中市工業會，成為台中市工業會會員。1989年，第二廠落成，以生產PE瓶裝鮮乳、紙盒包鮮乳、冰淇淋、冰棒、加糖煉乳為主。領先推出2﹪低脂鮮乳。1991年，PE瓶裝鮮乳生產線更新設備自動化。1999年，一廠正式取得食品GMP廠認證。

## 歷任場長
| 任次 | 姓名   | 任期           |
| ---- | ------ | -------------- |
| 1    | 黃柏壽 | 1975年－1980年 |
| 2    | 施宗雄 | 1980年－1993年 |
| 3    | 徐武軍 | 1993年－1993年 |
| 4    | 周繼發 | 1993年－1995年 |
| 5    | 吳勇初 | 1995年－2000年 |
| 6    | 楊錫坤 | 2000年－2004年 |
| 7    | 洪連欉 | 2004年－2005年 |
| 8    | 陳盈豪 | 2005年－       |

## 附近景點

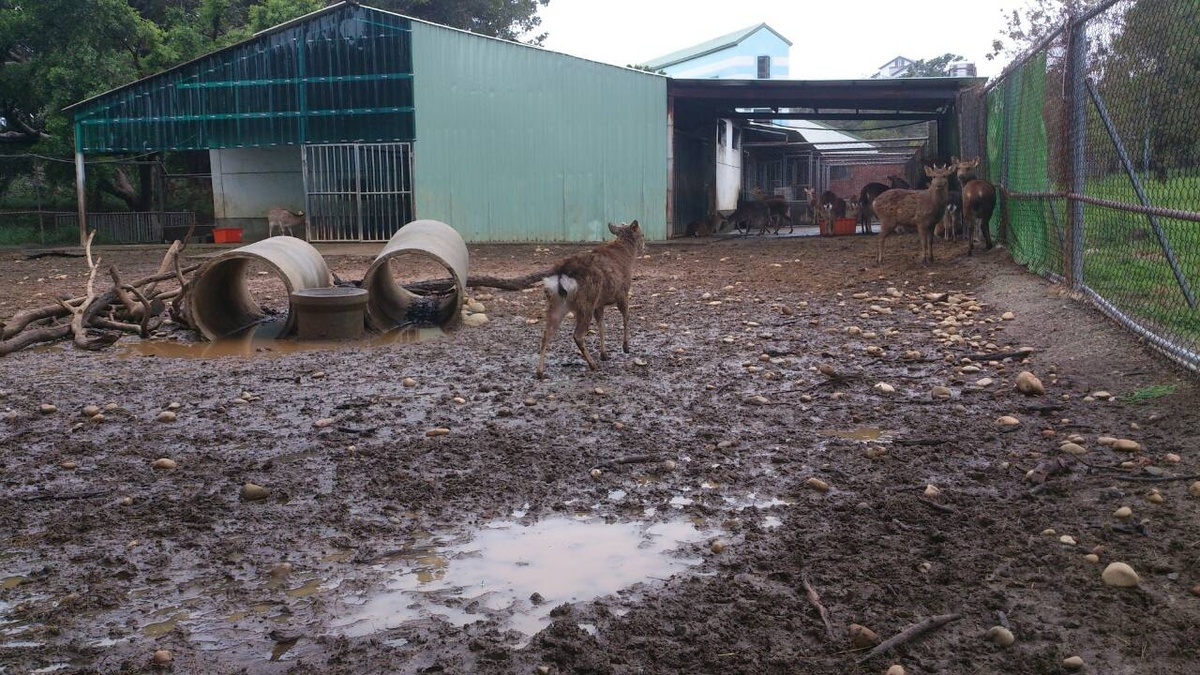
實習農牧場鹿舍

- 東海湖
- 音美系館
- 木棉道
- 牧場大草原
- 路思義教堂

## 外部連結
- 東海大學實習農牧場
- 東海大學實習農牧場牛乳加工廠 （页面存档备份，存于）
- 東海大學畜產與生物學系 （页面存档备份，存于）
- 東海大學 （页面存档备份，存于）